# 阿勒頗大清真寺
阿勒頗大清真寺（阿拉伯语：‎），又名阿勒頗倭馬亞清真寺（阿拉伯语：‎），是敘利亞第一大城市阿勒頗主要的清真寺，位于阿勒颇古城。
清真寺所在地在希臘化時代是阿勒頗的阿哥拉，在基督教時代是聖海倫娜主教座堂的花園。相傳是先知葉哈雅父親宰凱里雅的墓地所在。
清真寺始建於8世紀，目前的建築則興建於11至14世紀之間。清真寺的宣禮塔建於1090年，但在2013年4月24日於敘利亞內戰中為炮火所毀。
2024年11月29日，隸屬於敘利亞國民軍的沙姆解放組織在戰爭中取得優勢，取得阿勒颇及大清真寺的控制權

## 圖集

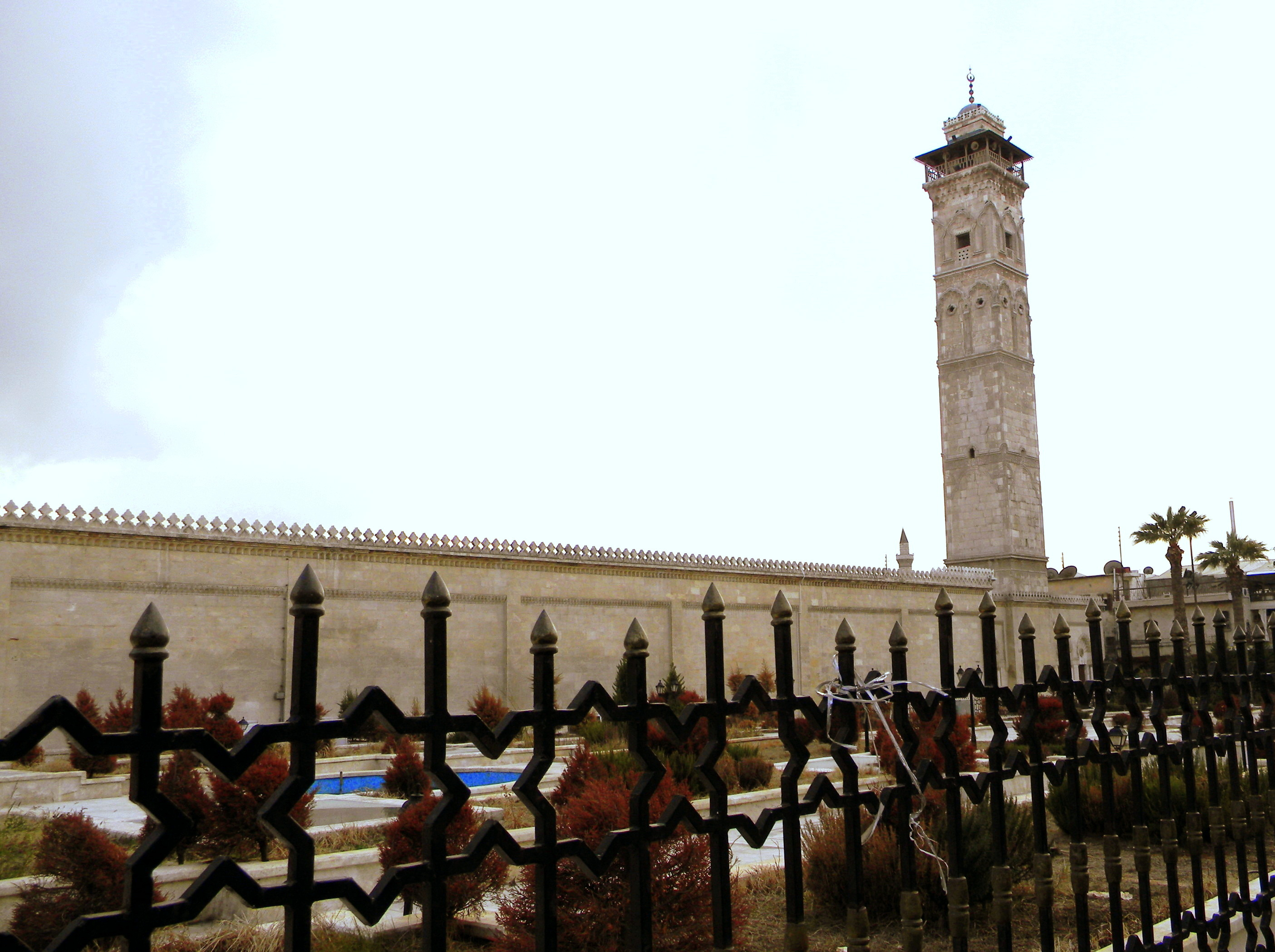
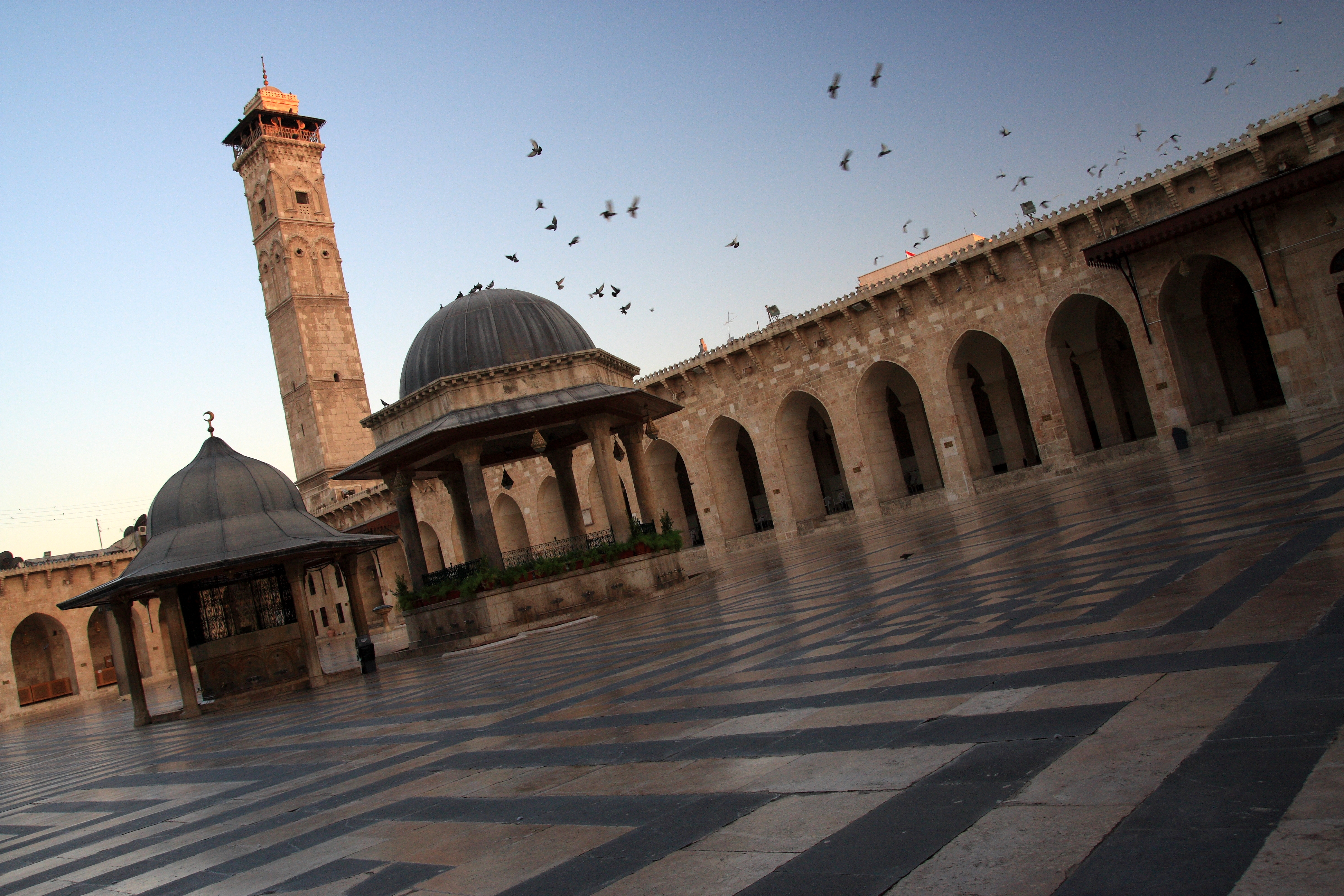
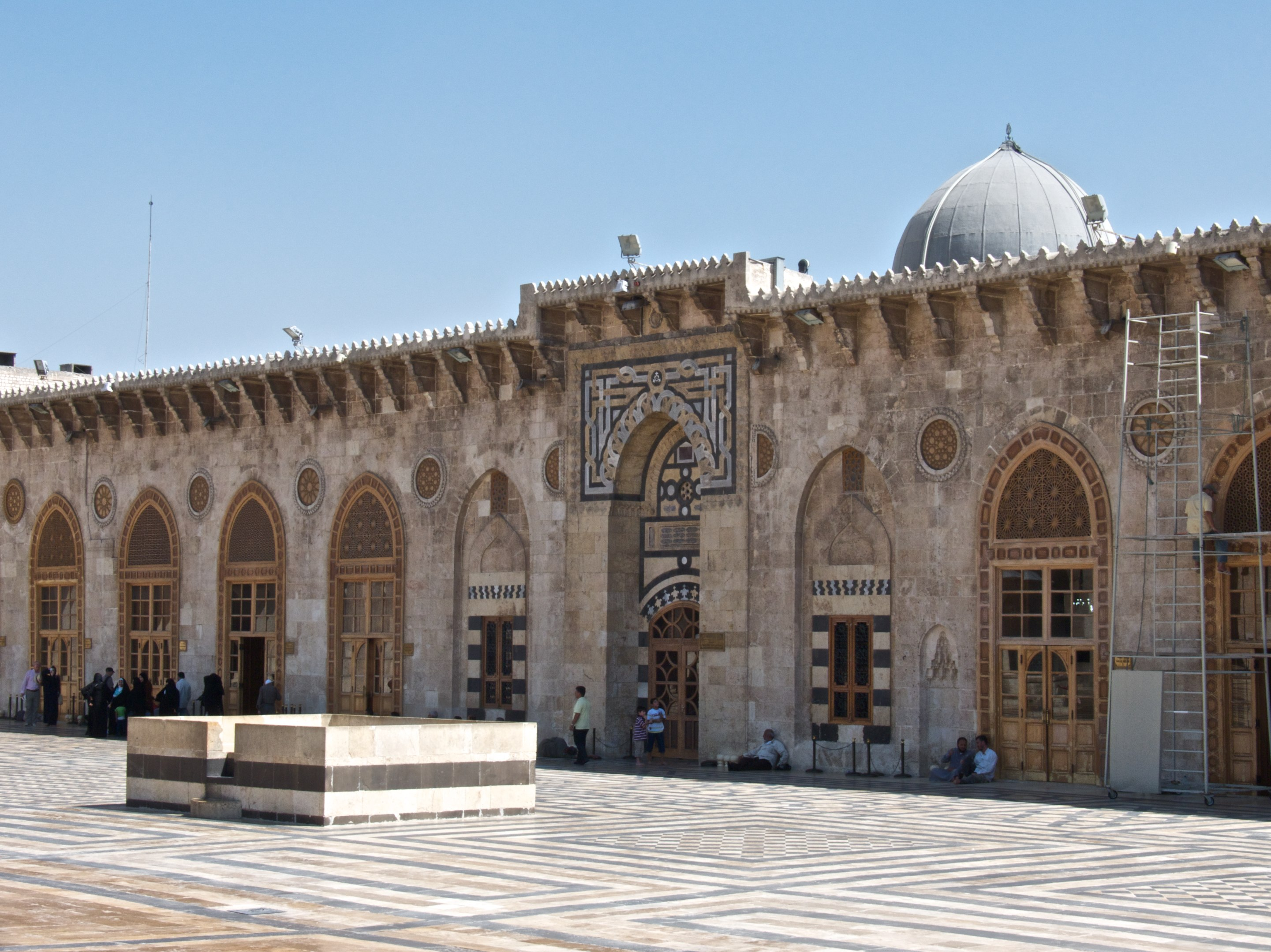
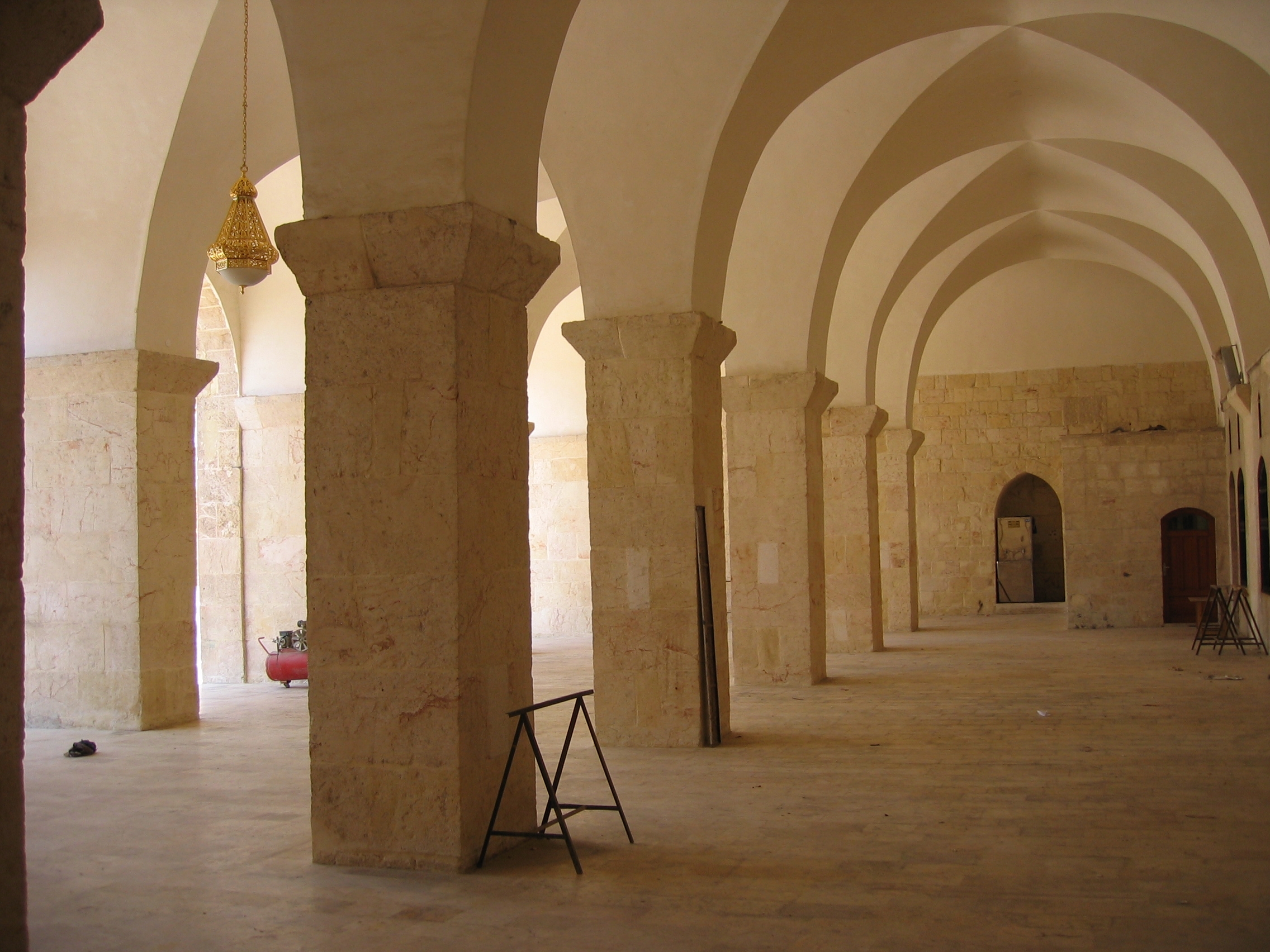
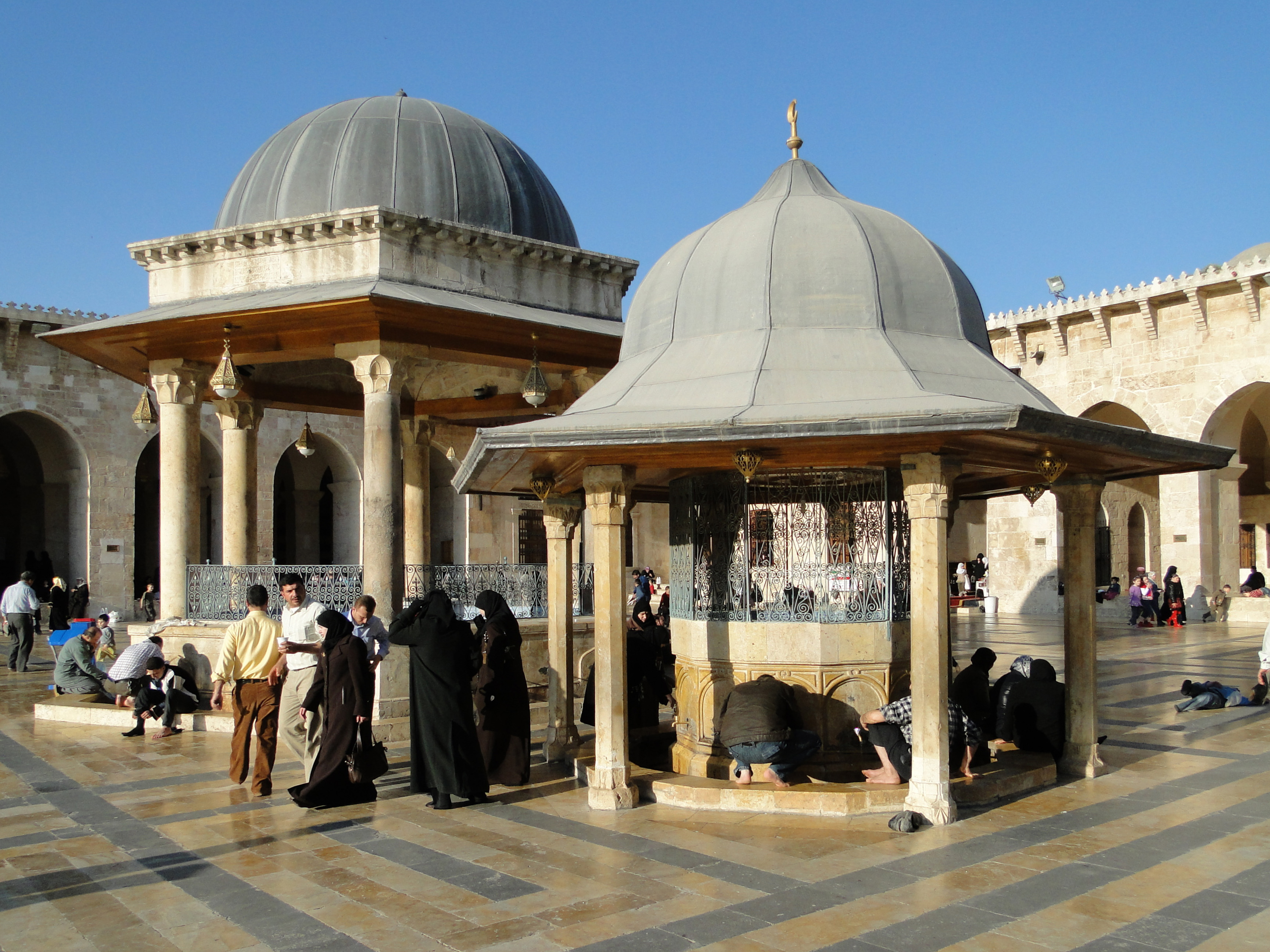
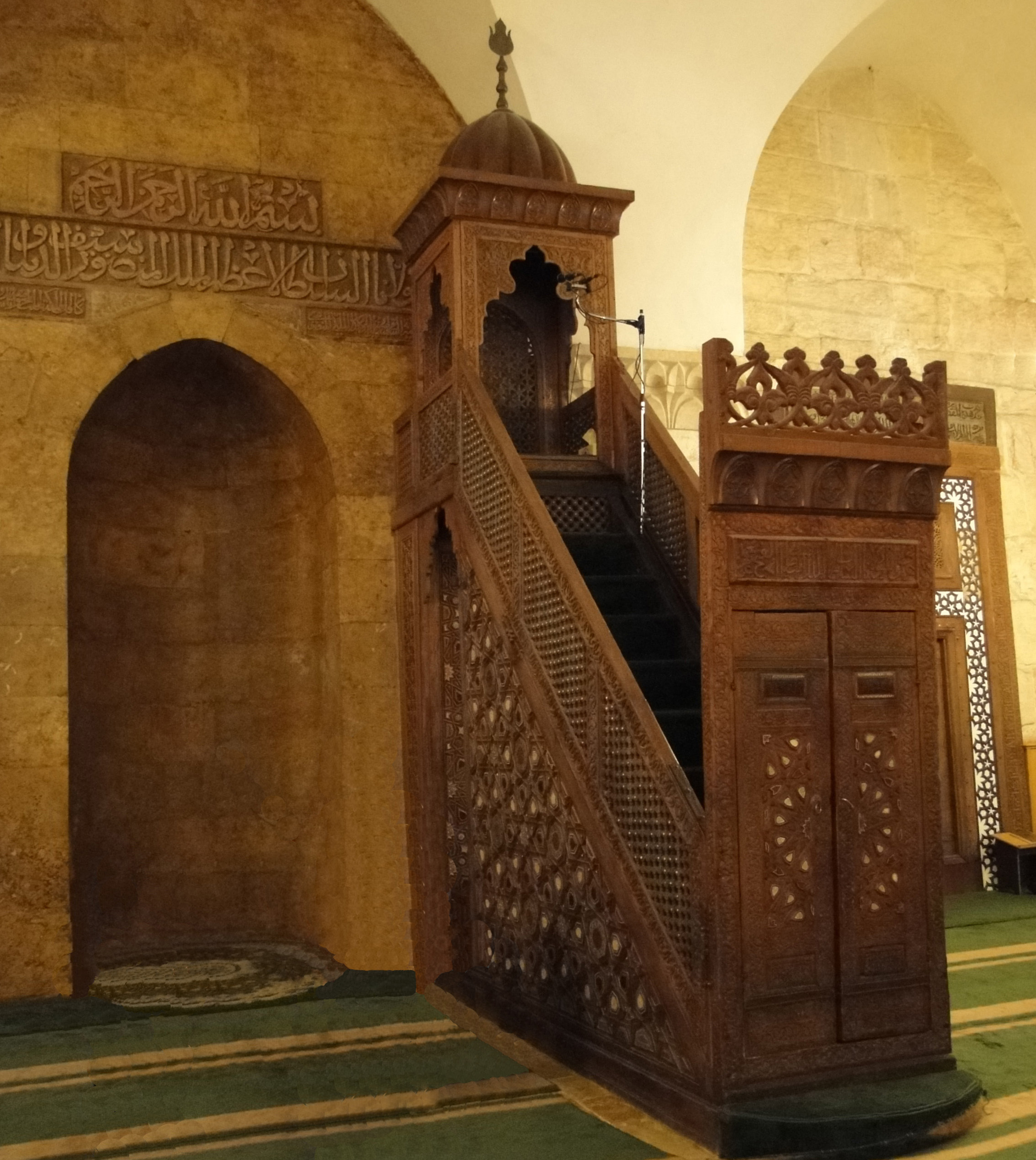
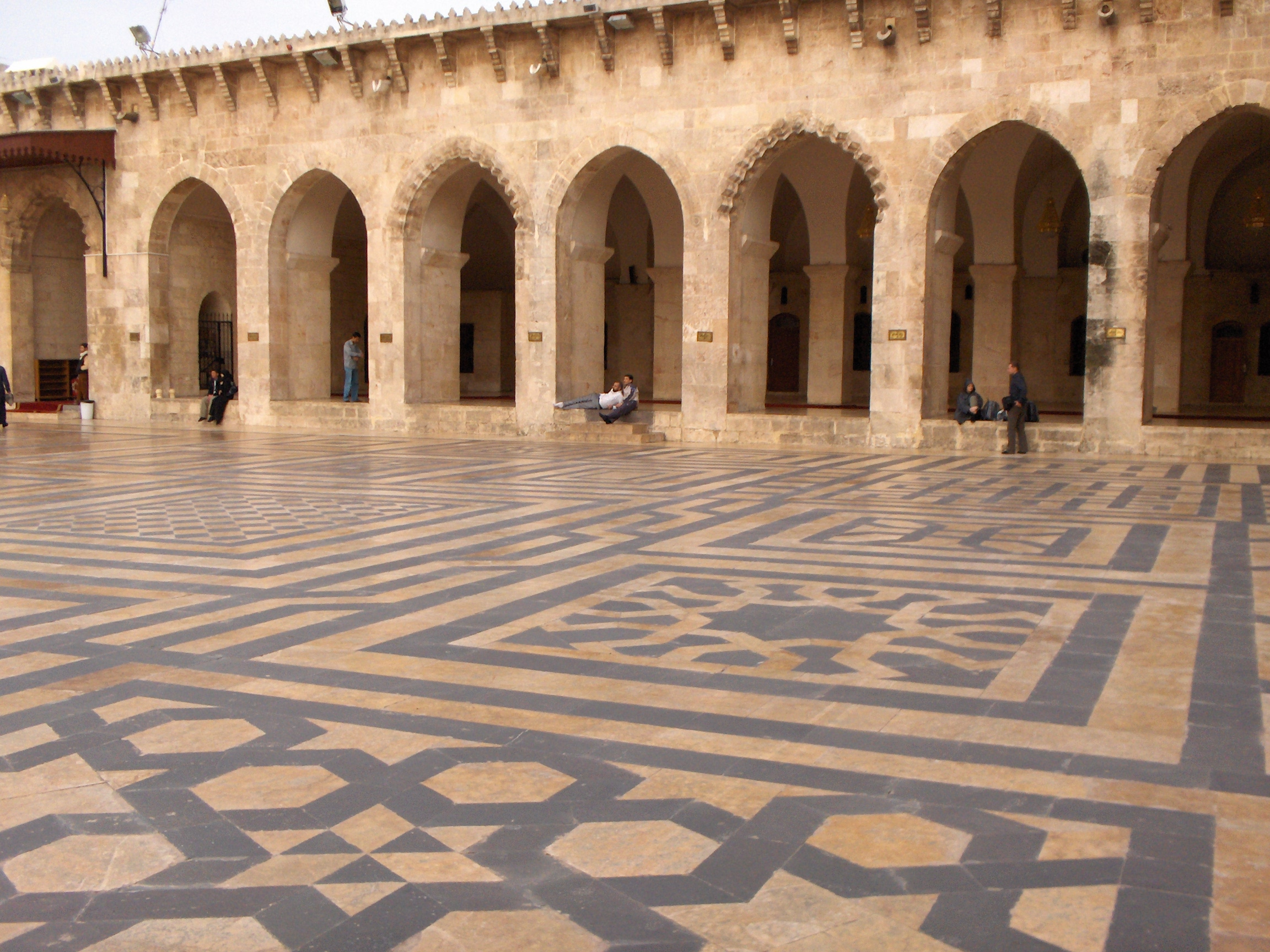
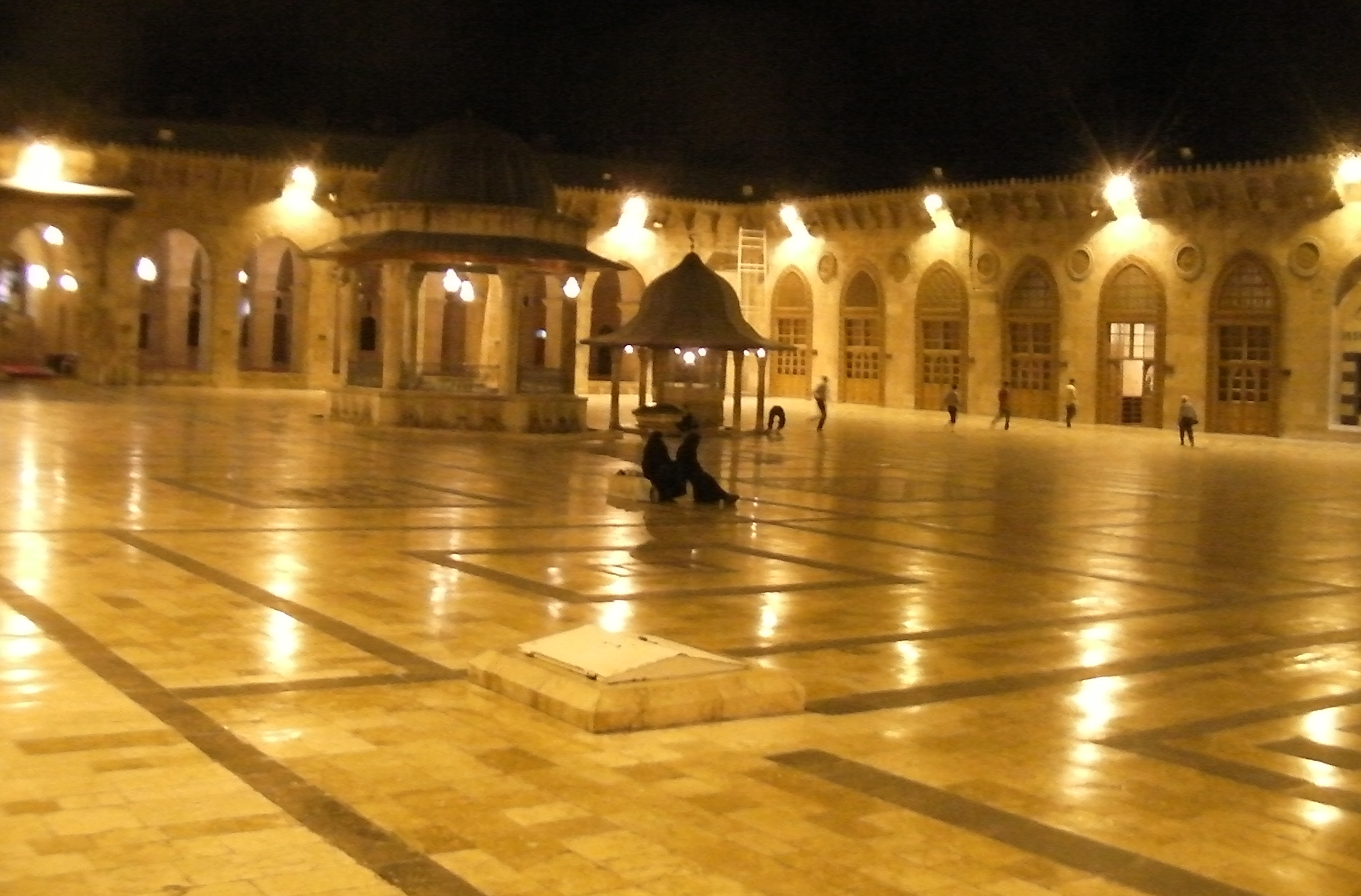
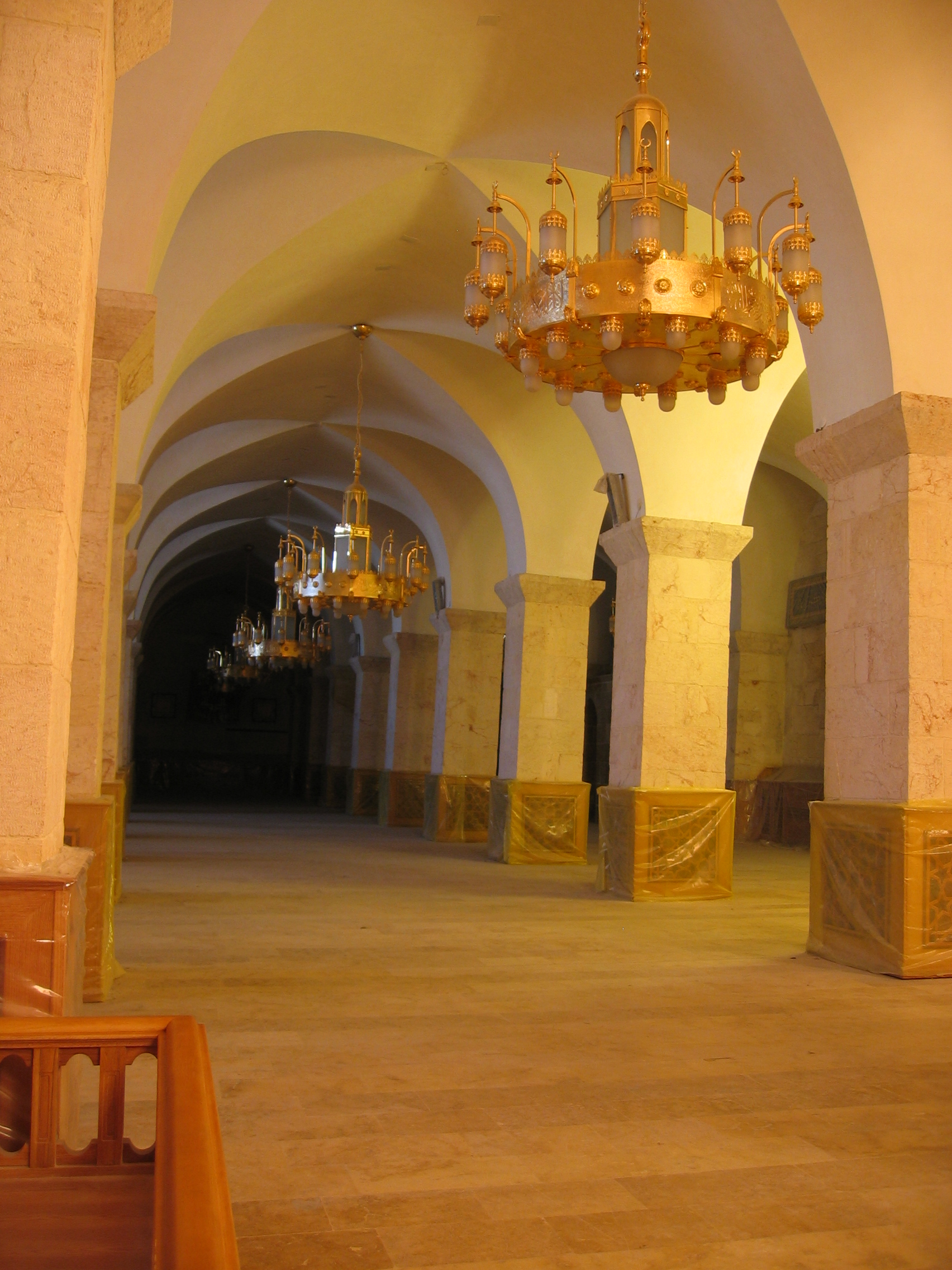
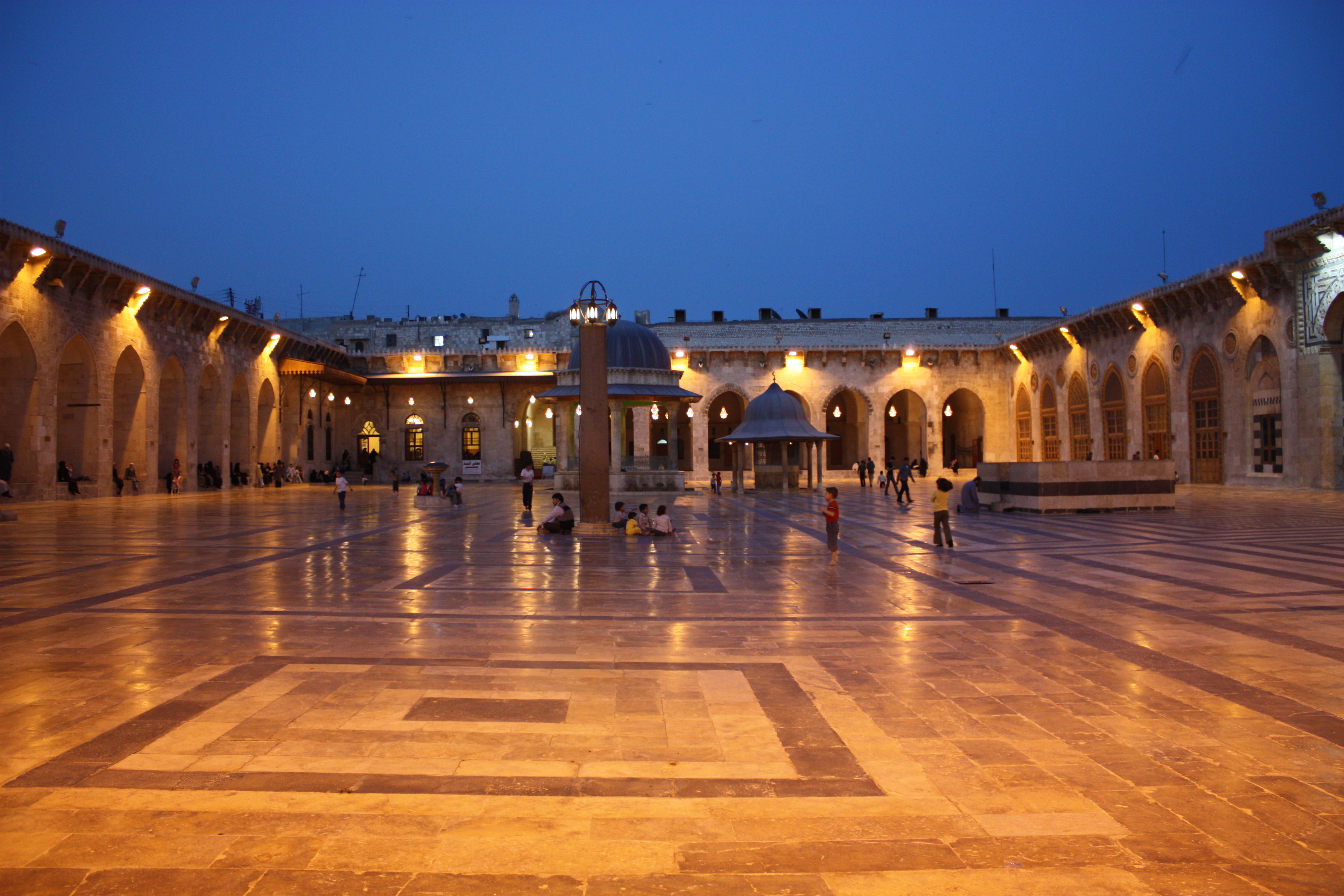
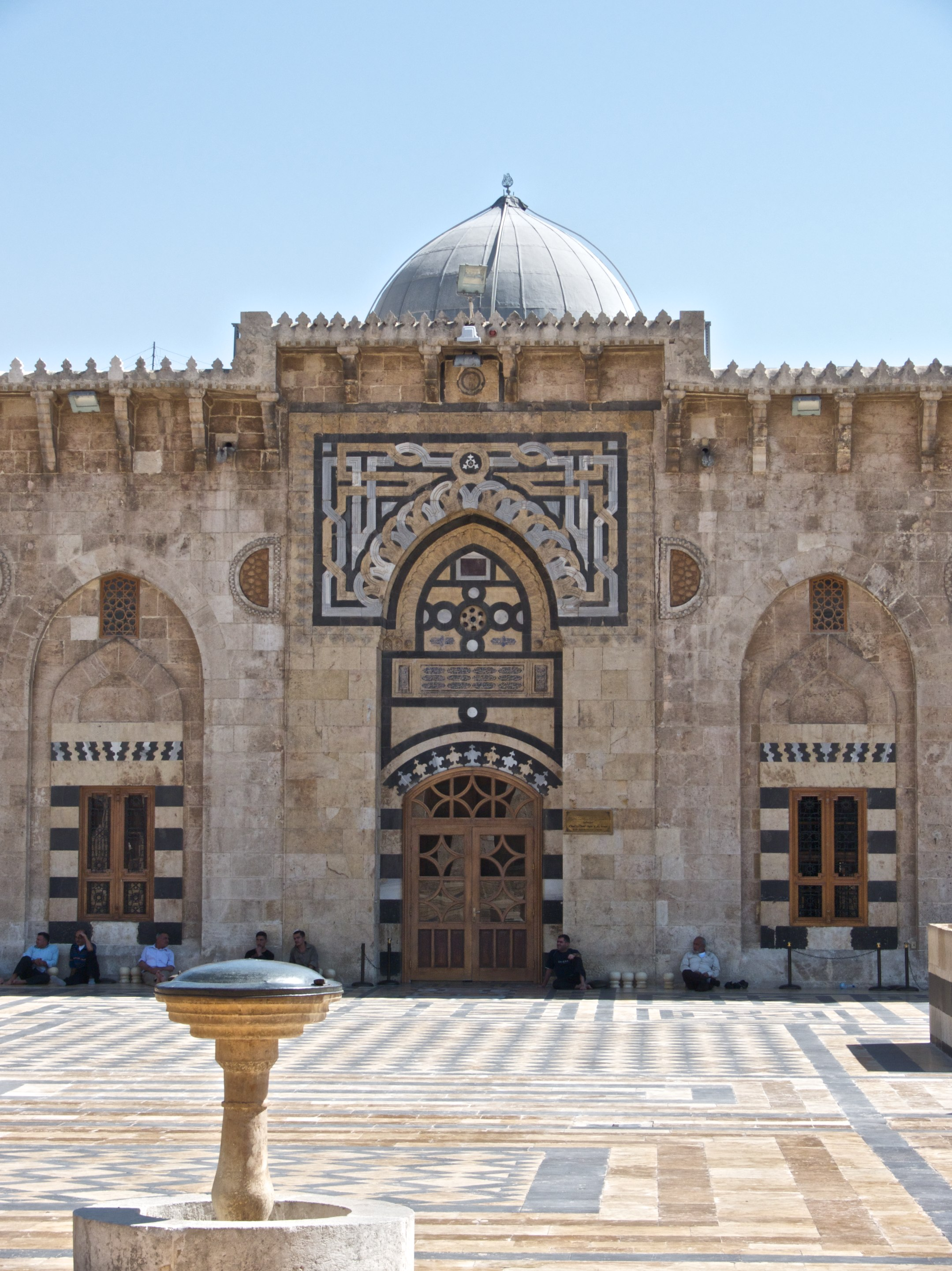
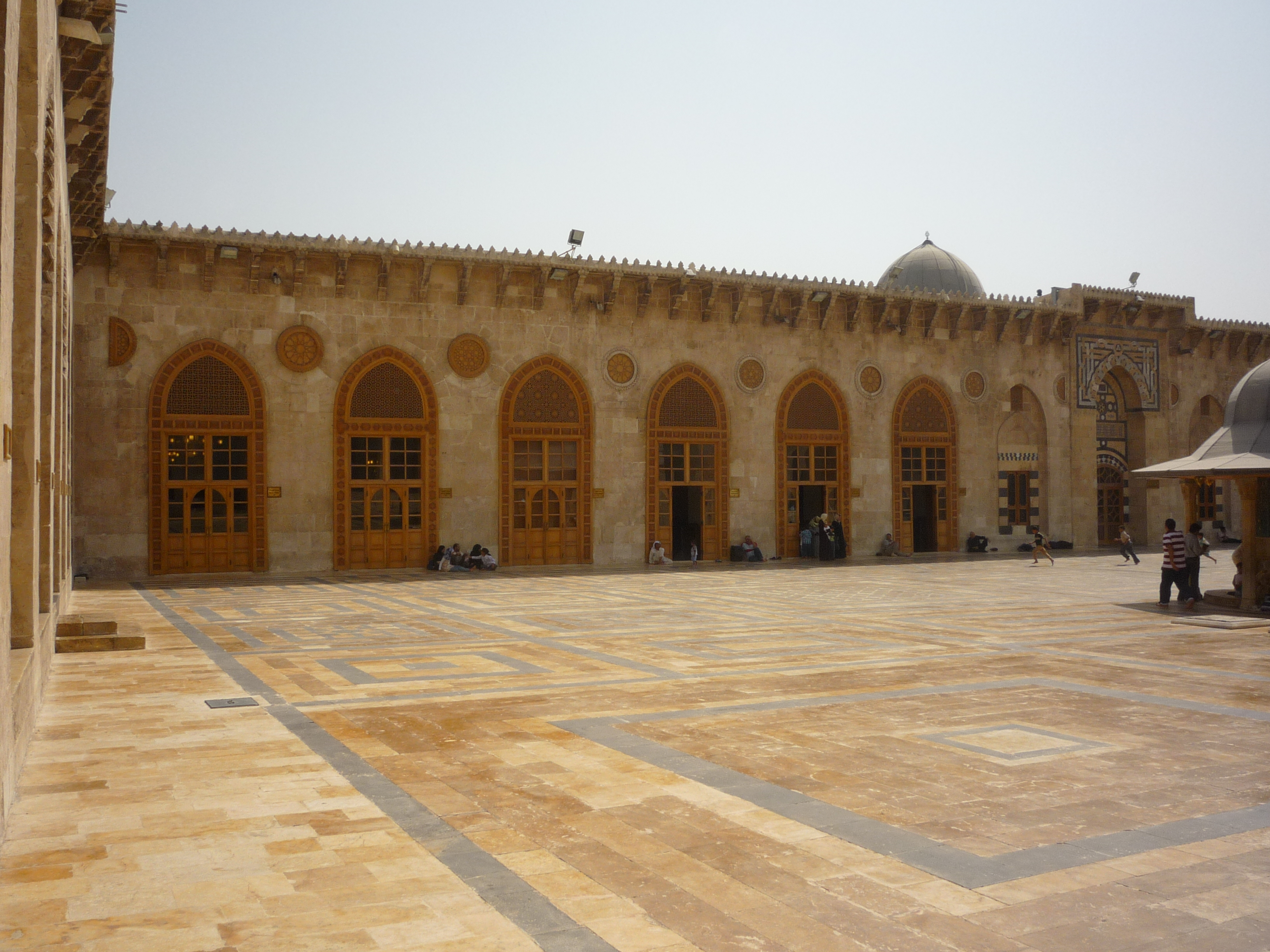
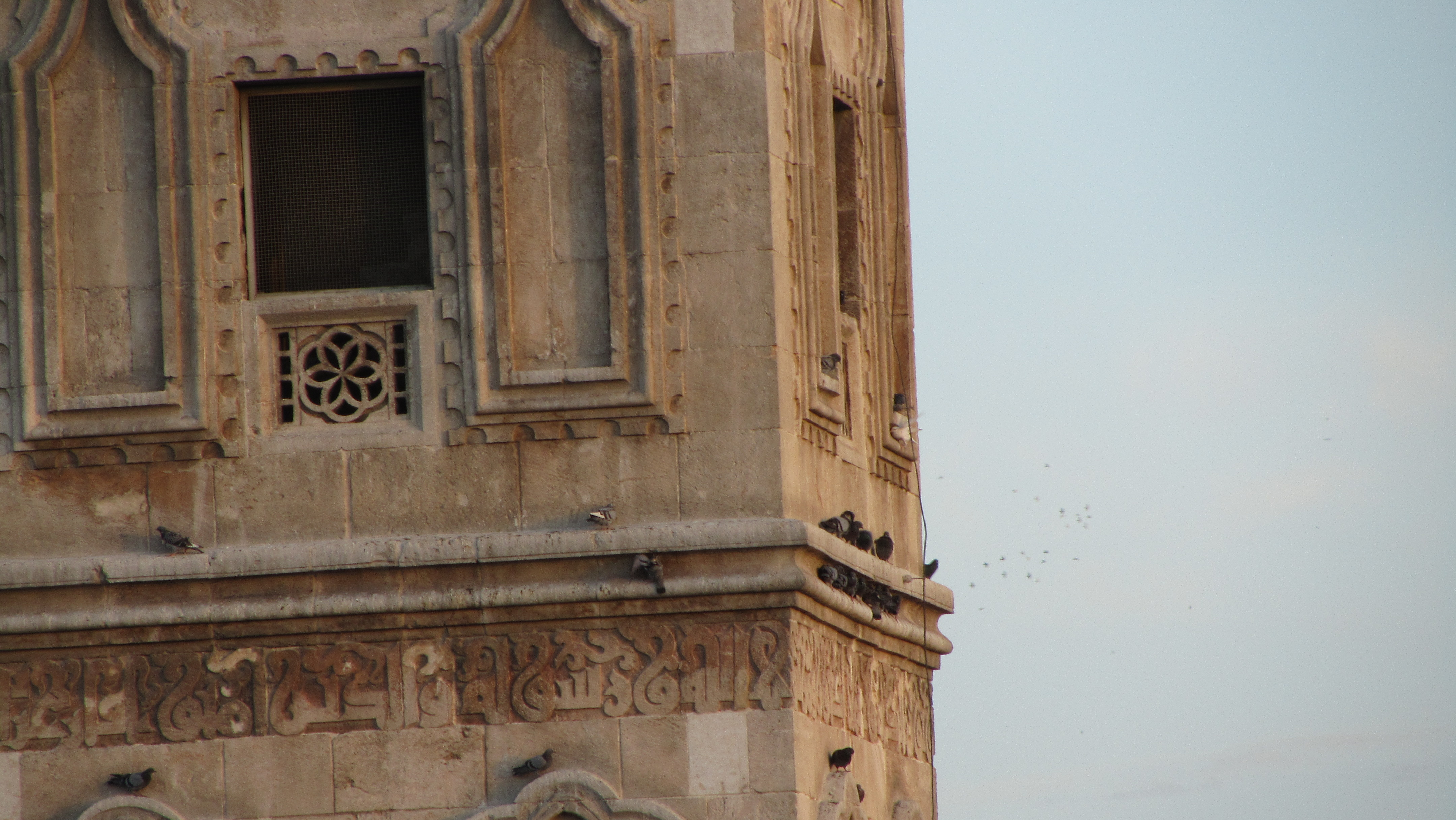
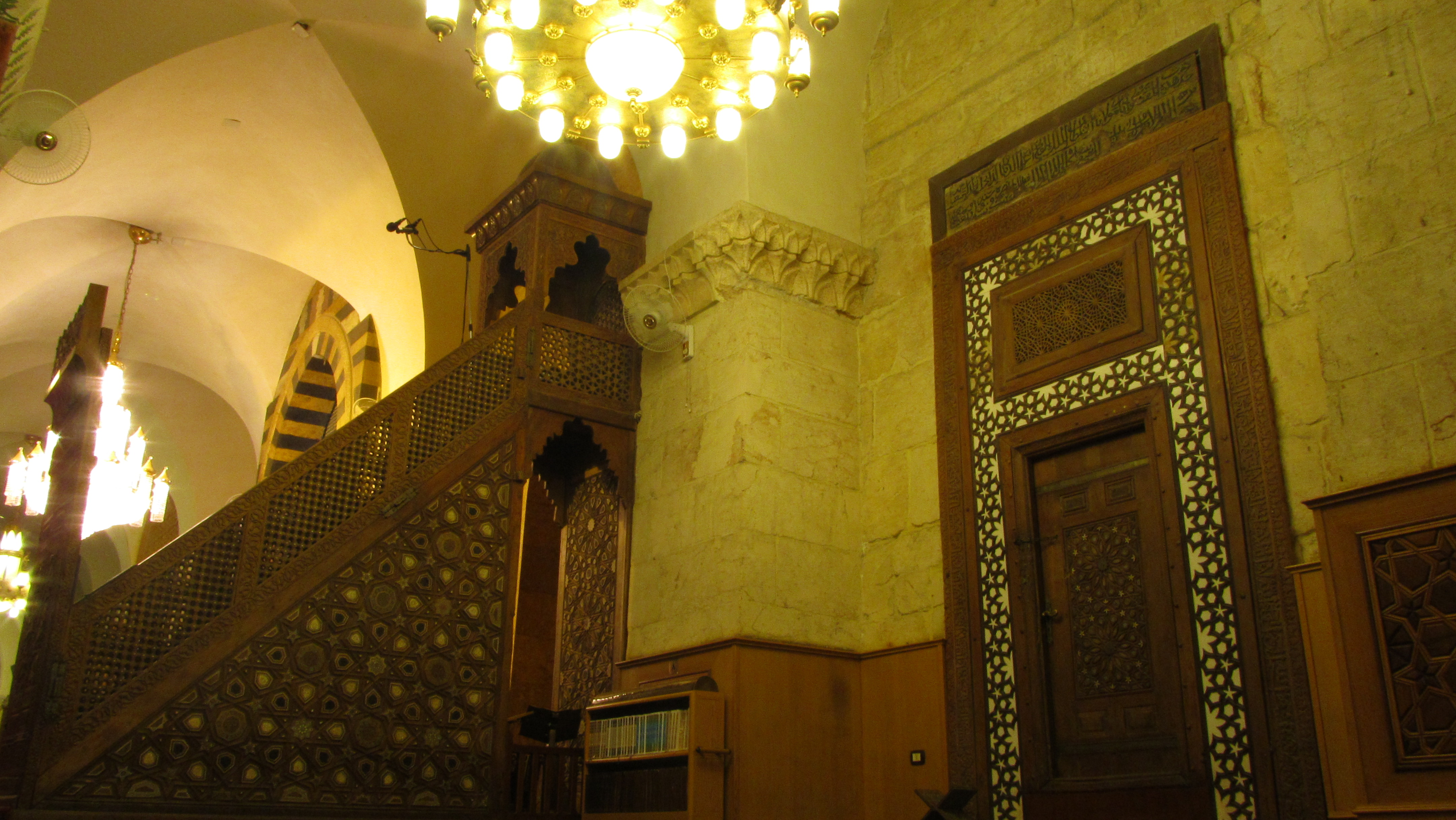
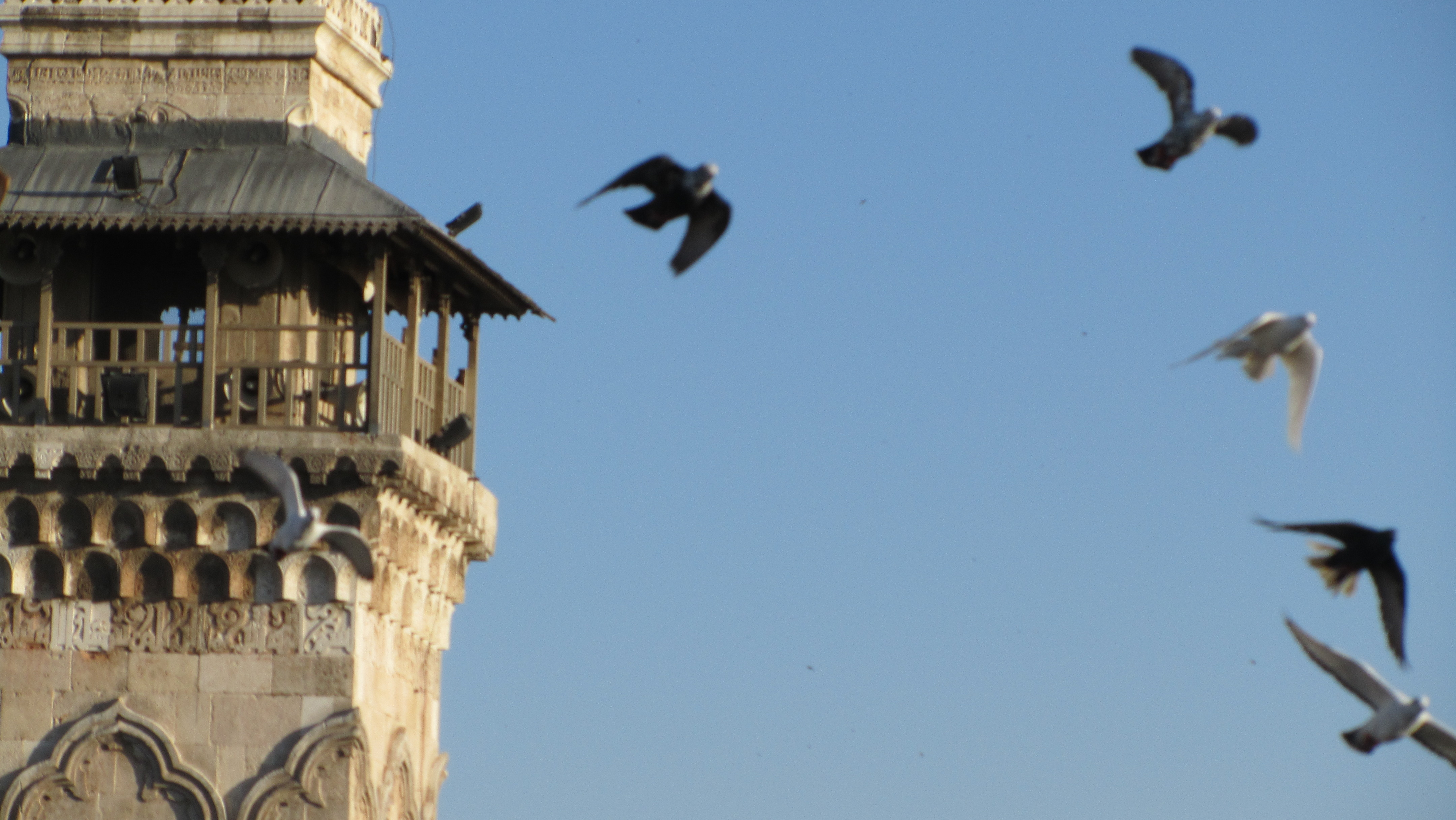
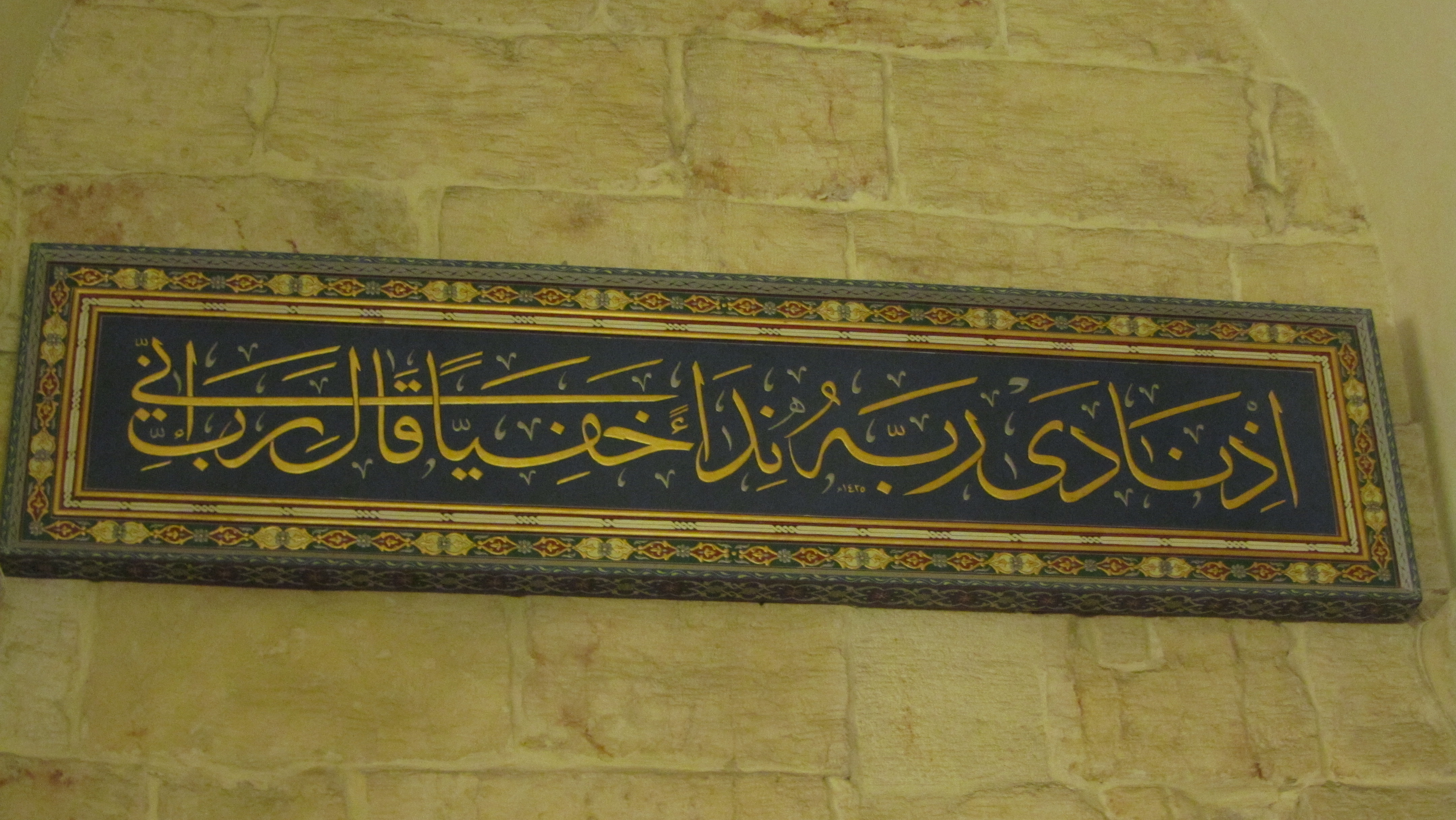
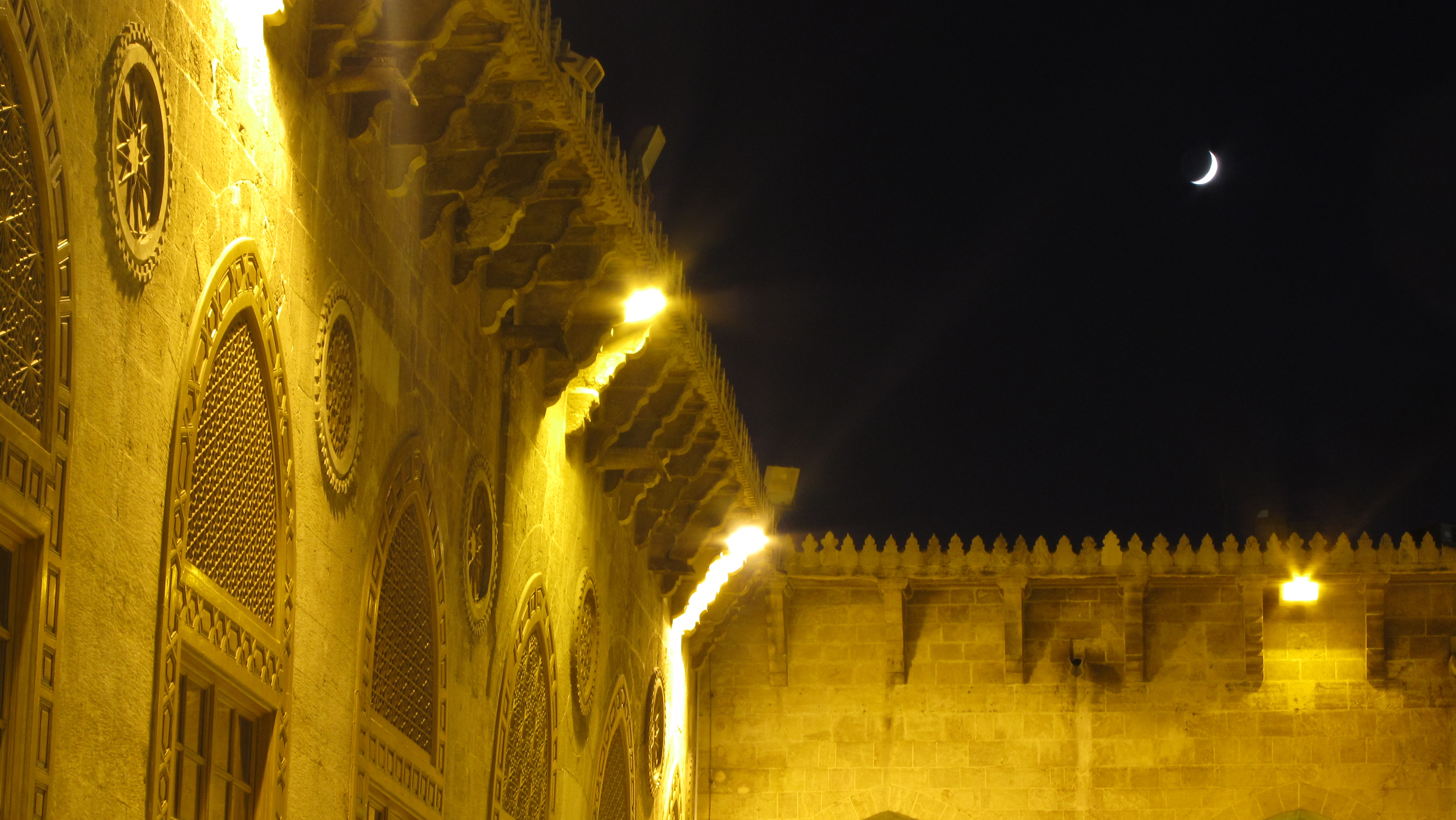
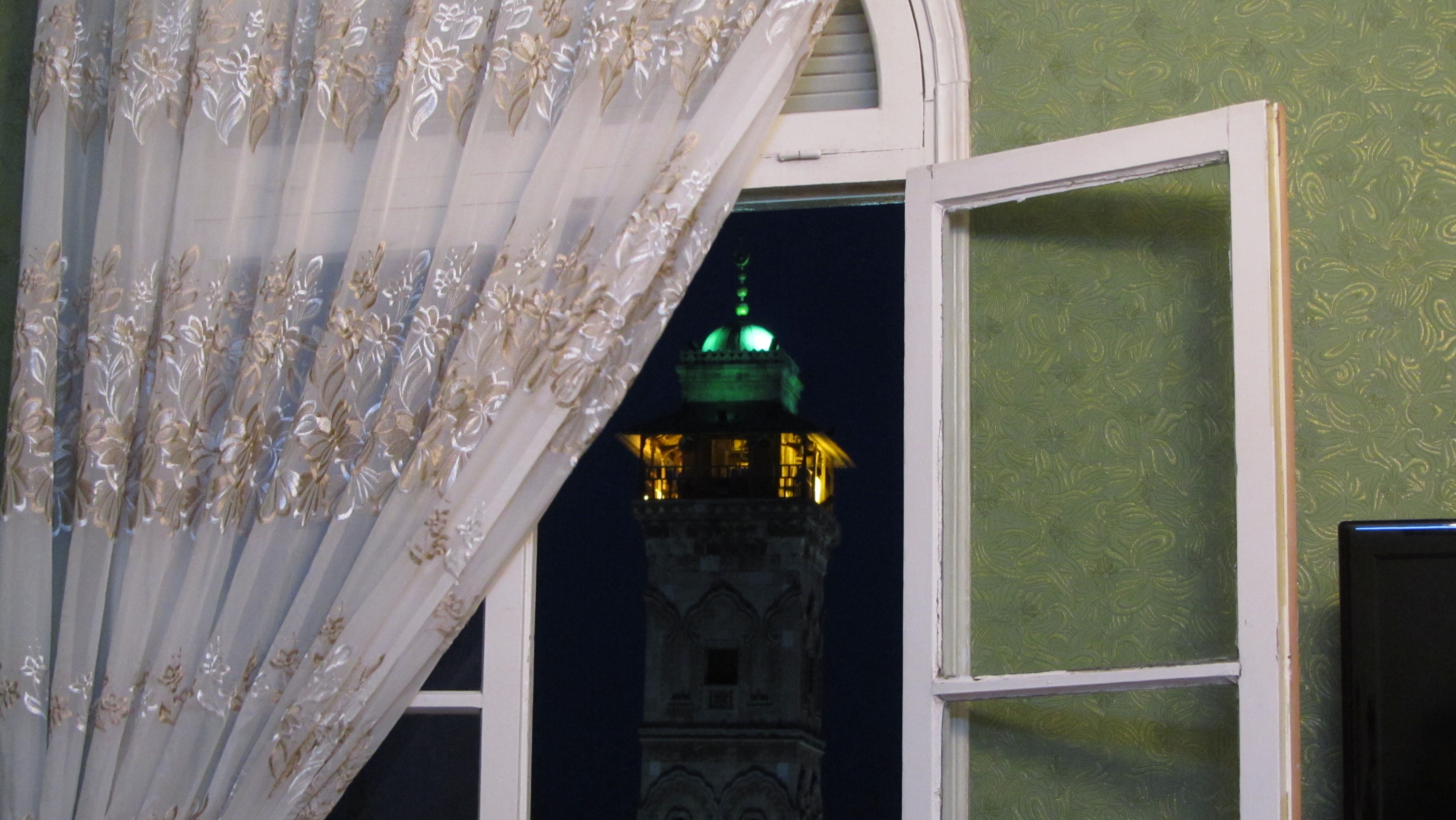
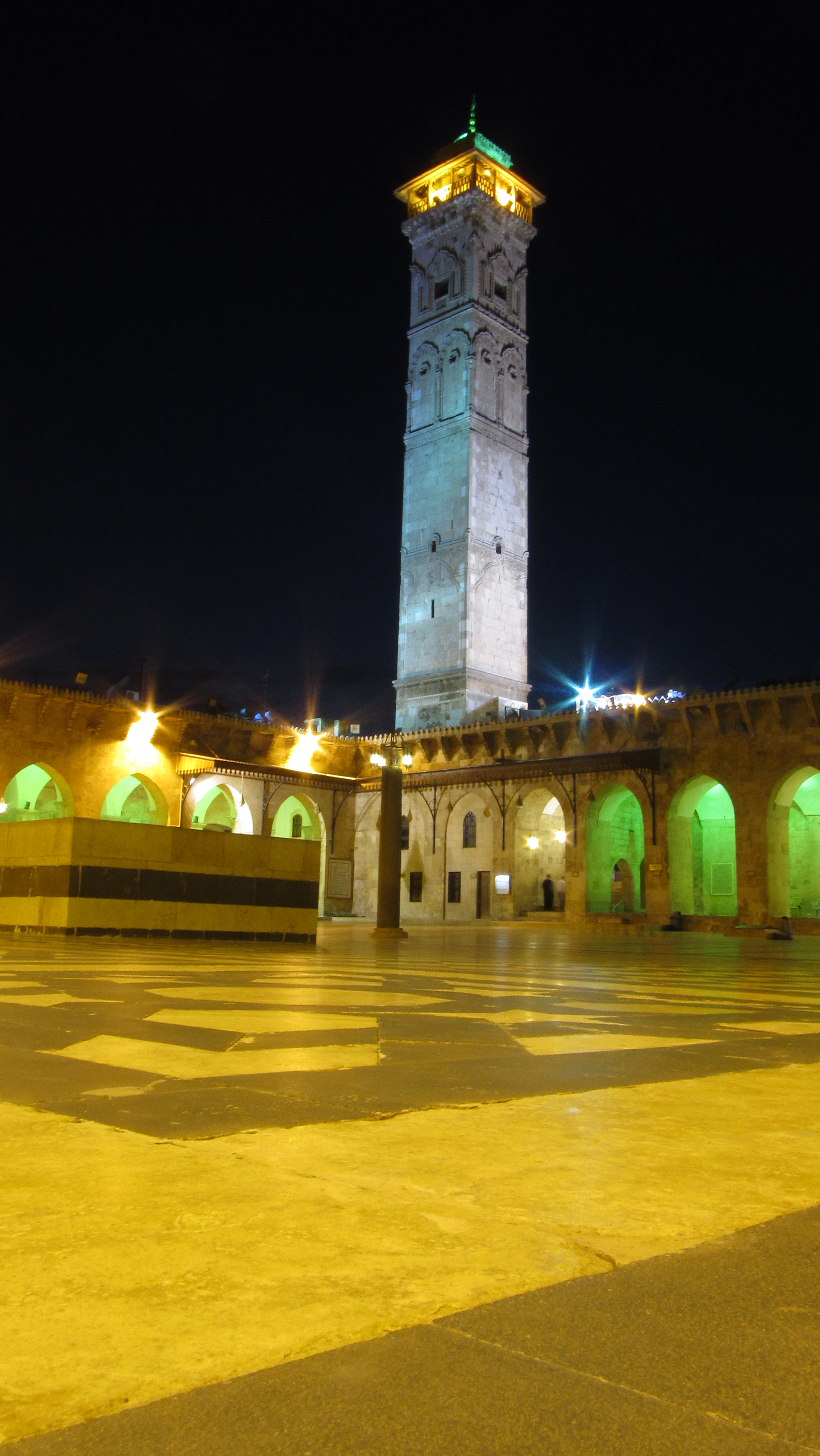

### 引用
1. ↑  ed. Mitchell, 1978, p. 231.
2. ↑  . bbc.co.uk. 2013-04-24  [2013-04-24]. （原始内容存档于2019-09-11）.
3. ↑  . SOHR. 29 November 2024  [29 November 2024] （Arabic）.